# Teveren
Teveren is een plaats in de Duitse gemeente Geilenkirchen in de deelstaat Noordrijn-Westfalen. Het dorp ligt ca. 3 km ten zuidwesten van de stad Geilenkirchen aan de Landesstrasse 42, die van Randerath over Teveren naar Heerlen leidt en aan de Kreisstrasse 3, die Frelenberg met Gillrath verbindt. 
Langs Teveren stroomt de Roode Beek, die ter plekke ook wel de "Teverener Bach" wordt genoemd. Vlak bij Teveren ligt de Teverener Heide, een beschermd natuurgebied. De bevolking is in tegenstelling tot de omgeving voor een aanzienlijk deel protestant, wat veroorzaakt is door naoorlogse immigratie. Het dialect wordt Teverener Platt genoemd en wordt gerekend tot het Limburgs, alhoewel het plaatselijke dialect in een overgangsgebied ligt met het Ripuarisch.

## Geschiedenis
De eerste naamsvermelding, (de) Tivern, dateert uit 1150. Het viel toen onder het Gulikse Geilenkirchen en kwam in 1339 aan Heinsberg. Het geslacht van de heren van Teveren was een eeuw eerder al uitgestorven. De band met het Hertogdom Gulik is nog terug te vinden in het wapen, waarin de Gulikse leeuw is te vinden.
In de negentiende eeuw werd Teveren een eigen gemeente (Bürgermeisterei), samen met Grotenrath en Neu-Teveren. In 1828 bedroeg het aantal inwoners 871. Op 1 januari 1972 ging de gemeente op in Geilenkirchen. Momenteel worden Teveren en Bocket samen als "Stadtbezirk" vertegenwoordigd in de gemeenteraad van Geilenkirchen. 
In de winter van 1944/45 vonden bij Teveren zware gevechten plaats tussen de Wehrmacht en de geallieerden in het kader van Operatie Clipper. 
In 1953 legde de Royal Air Force op het grondgebied van Teveren de vliegbasis Geilenkirchen aan.

## Bezienswaardigheden
- De Sint-Willibrorduskerk kwam in plaats van een 15e-eeuwse voorganger en is een neogotisch bouwwerk, ontworpen door Ferdinand Kremer. De oorspronkelijke gotische toren bleef behouden. Het betreft een bakstenen driebeukige hallenkerk van 1868-1869. Het orgel is van 1870.
- Pastorie van 1781.
- Evangelische kapel aan Welschendries. Bakstenen zaalkerk met dakruiter, van 1686-1687.

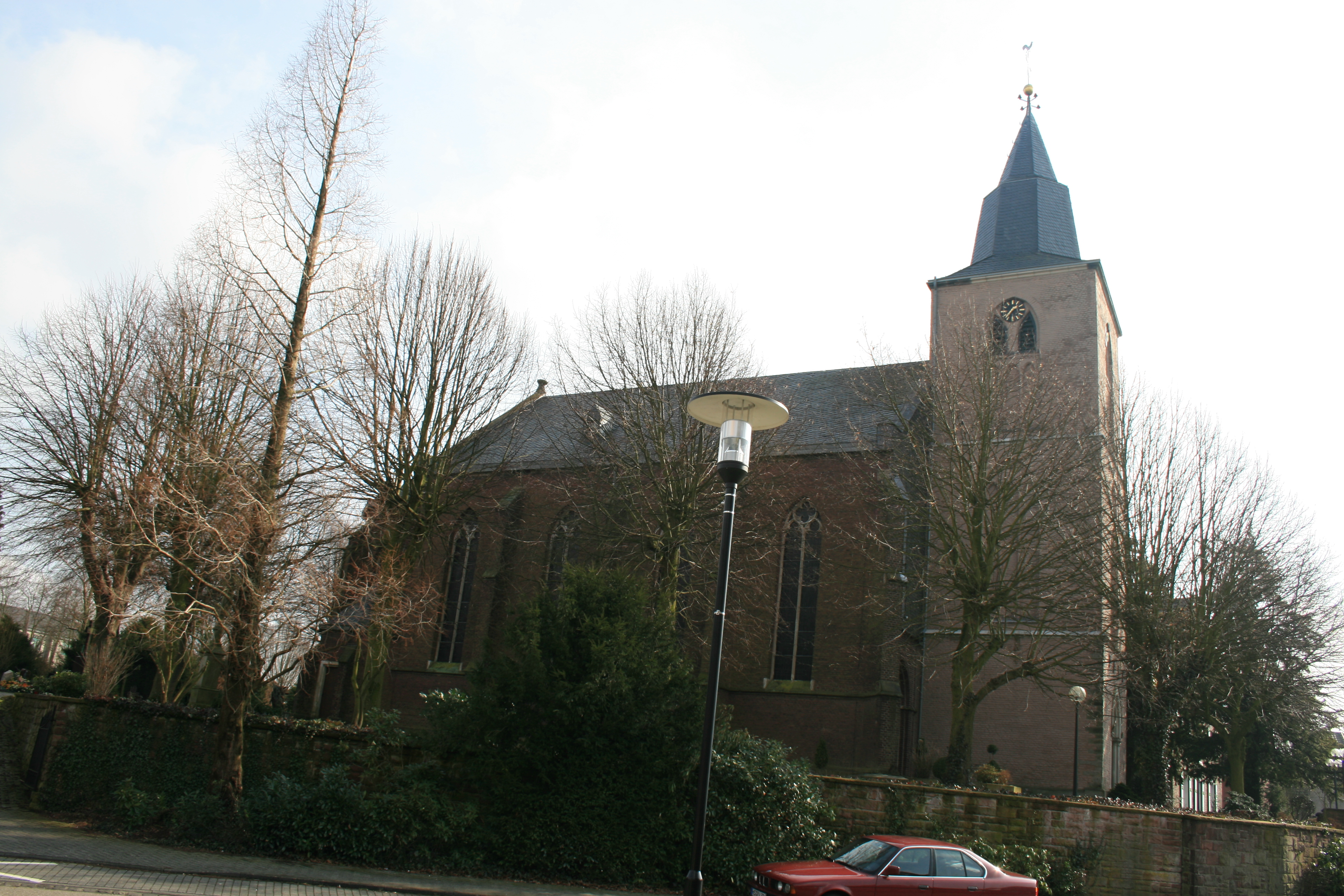
Sint-Willibrorduskerk
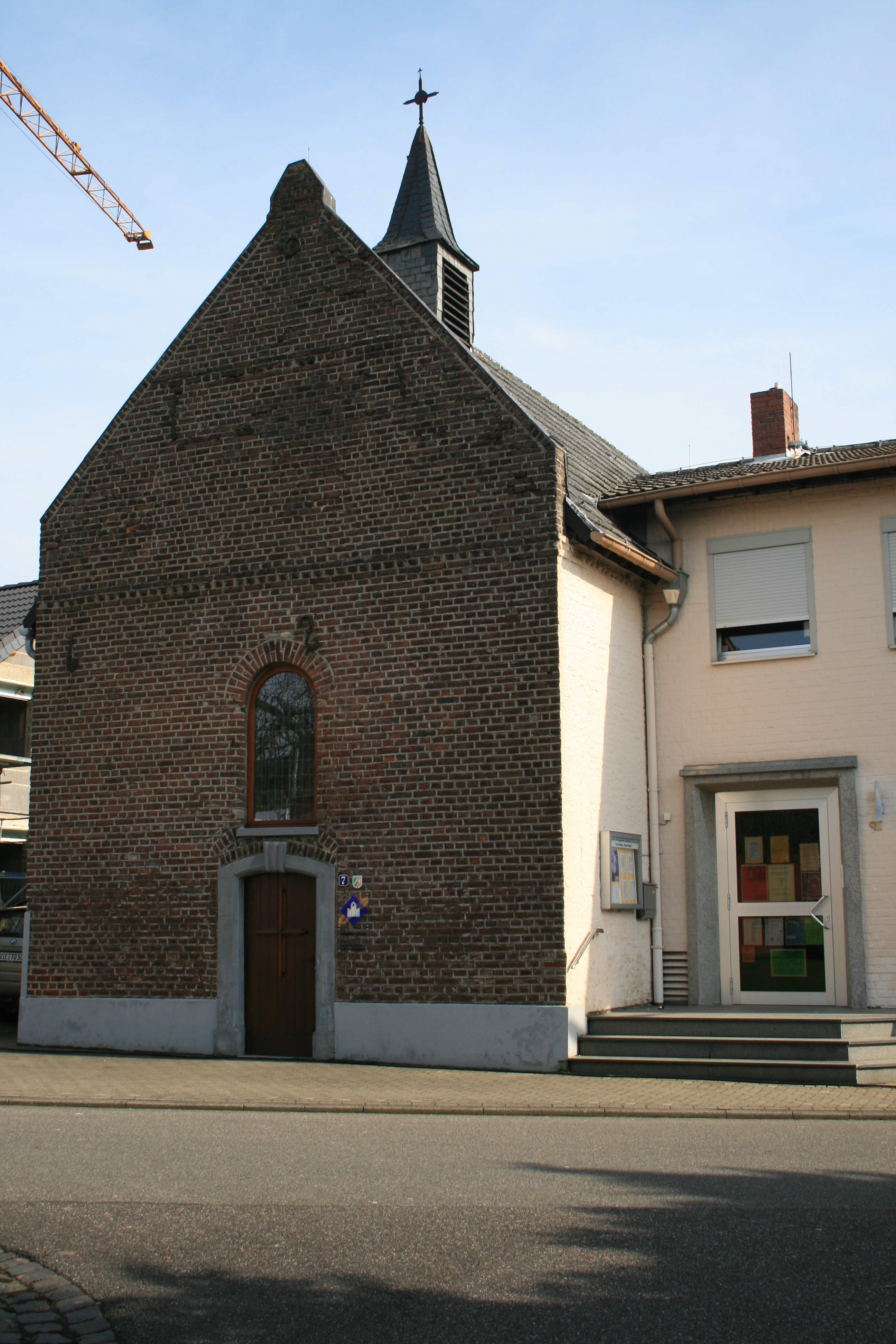
Evangelische kapel
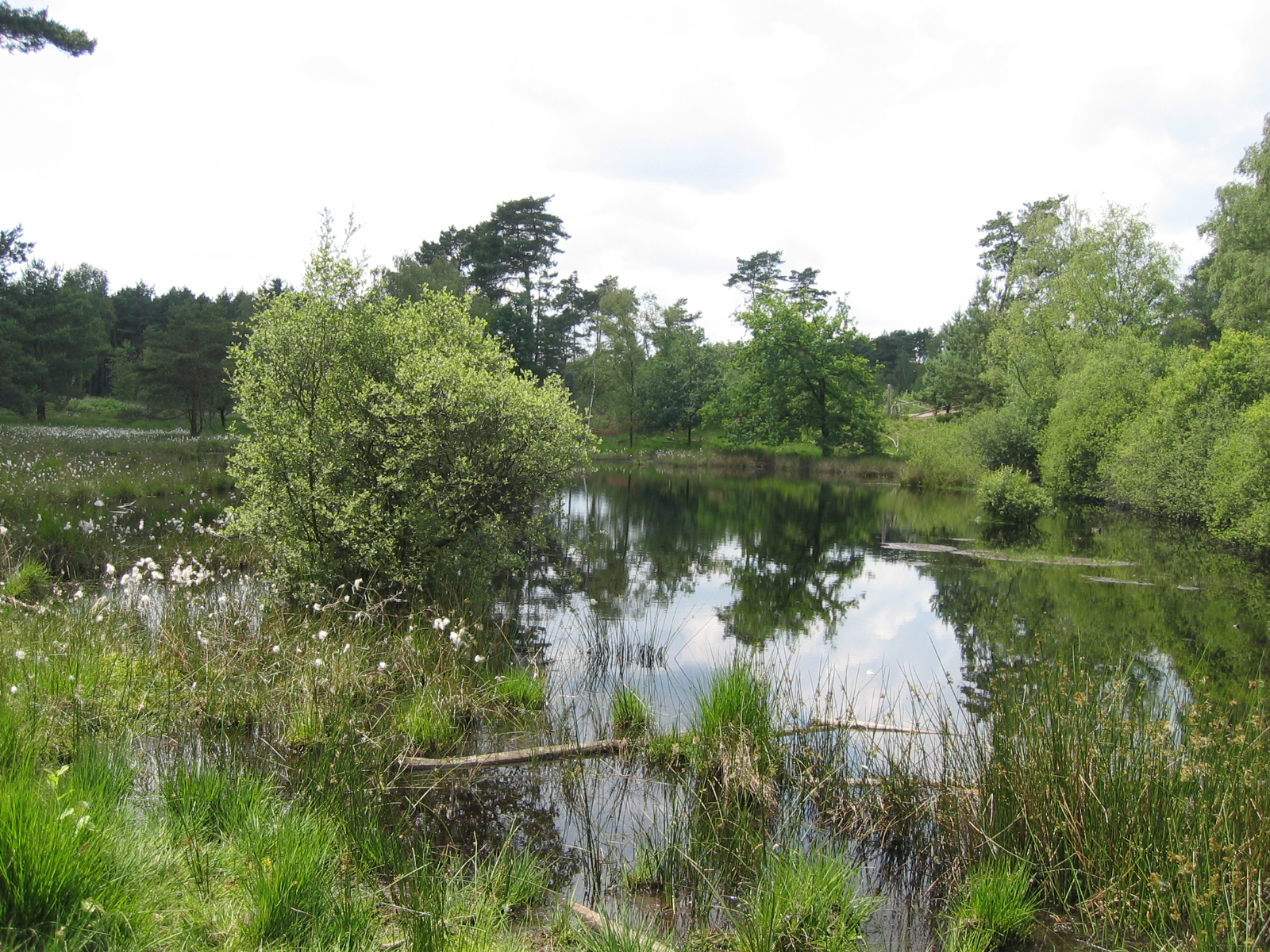
Teverener Heide
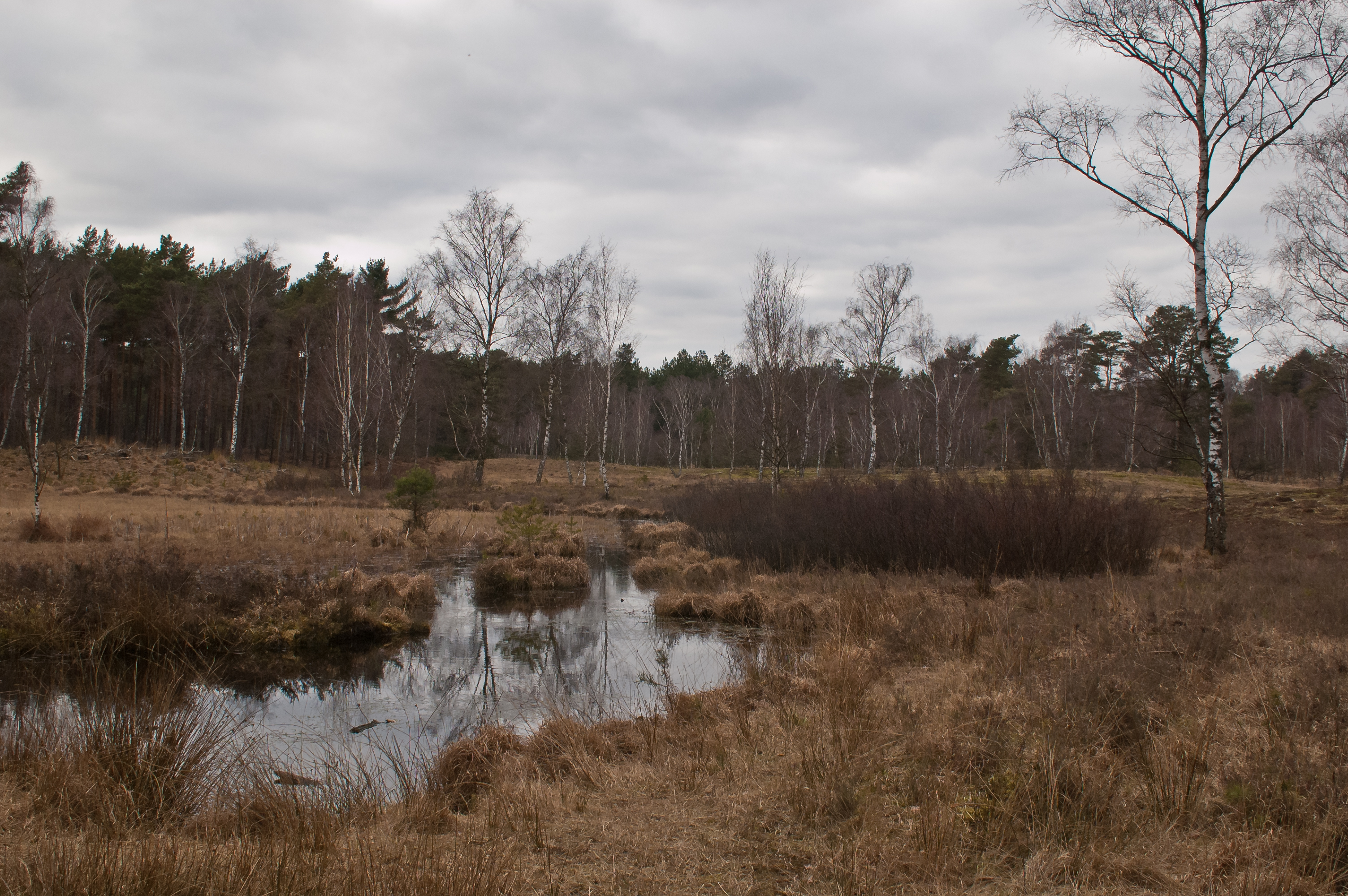
Teverener Heide

## Natuur en landschap
Teveren ligt op een hoogte van 92 meter op een lössplateau. Ten westen ligt het NAVO complex Geilenkirchen met ten zuiden daarvan het natuurgebied Teverener Heide. In het noorden ligt het natuurgebied Panneschopp.

## Sport
De voetbalvereniging Germania Teveren speelde in de jaren 90 in de Oberliga Nordrhein en de Regionalliga West, de top van het Duitse amateurvoetbal.

## Nabijgelegen kernen
Grotenrath, Scherpenseel, Marienberg, Frelenberg, Gillrath, Geilenkirchen